# 1989 CA
1989 CA är en asteroid i huvudbältet som upptäcktes den 2 februari 1989 av de båda japanska astronomerna Masaru Arai och Hiroshi Mori vid Yorii-observatoriet i Japan.
Asteroiden har en diameter på ungefär 5 kilometer och den tillhör asteroidgruppen Nysa.